# H42 (U-Boot)
HMS H42 war ein U-Boot der britischen Marine, das zu Ende des Ersten Weltkrieges in Bau gegeben wurde, im Krieg selbst aber nicht mehr zum Einsatz gelangte. Das Boot gehörte dem aus insgesamt 24 Einheiten bestehenden dritten Baulos der H-Klasse an und wurde im Juli 1917 in Auftrag gegeben. Die Kiellegung fand am 1. September 1917 auf der Werft von Armstrong-Whitworth in Newcastle statt. Nach dem Stapellauf am 21. Oktober 1918 erfolgte am 1. Mai 1919 die Indienststellung. Das U-Boot ging bereits 1922 durch eine Kollision während eines Manövers verloren. Erster Kommandant des U-Bootes war Lieutenant John M. Mansfield.

## Technische Details
Das U-Boot war maximal 52,12 Meter lang und 4,67 Meter breit. In aufgetauchtem Zustand lag der Tiefgang bei etwa 3,55 Meter; um vollständig abtauchen zu können, benötigte das U-Boot eine Wassertiefe von mindestens zwölf Metern. H42 verfügte über einen Treibstoffvorrat von 18 Tonnen Öl und erreichte damit eine Seeausdauer von knapp 3.000 Seemeilen (bei 7,5 Knoten Marschfahrt) beziehungsweise von 1.100 Seemeilen bei Höchstgeschwindigkeit. Eine 9-Zylinder-Vickers-Dieselmaschine mit 480 PS ermöglichte dem U-Boot in Überwasserlage eine Höchstgeschwindigkeit von 11,5 kn. In getauchtem Zustand wurde der Antrieb von zwei je 310 PS starken Elektromotoren übernommen (für 9 kn Höchstfahrt). Die Testtauchtiefe lag bei 40 m, die Maximaltauchtiefe bei rund 60 m.
Das U-Boot verfügte über vier 53,3-cm-Torpedorohre, welche sämtliche im Bug eingebaut waren, und führte insgesamt acht Torpedos mit sich. Eine Geschützbewaffnung befand sich nicht an Bord.

## Dienstzeit und Verbleib
Nach der Indienstnahme und dem Abschluss der Probefahrten wurde H42 zur 3. U-Boot-Flottille in Portsmouth detachiert und verblieb dort bis Ende 1921, wobei im März 1921 mit Lieutenant Paul L. Eddis ein neuer Kommandant an Bord kam. Die Dienstzeit in britischen Gewässern war zumeist von Ausbildungs- und Manöverfahrten geprägt. Im Januar 1922 verlegte das U-Boot nach Gibraltar und operierte von dort aus in den folgenden zwei Monaten bei Manövern im westlichen Mittelmeer. Bereits vor der Verlegungsfahrt war am 11. Dezember 1921 mit Lieutenant Douglas C. Sealy ein neuer Kommandant an Bord gekommen – er sollte der letzte befehlshabende Offizier des U-Bootes sein.
Am 23. März 1922 nahm H42 an Manövern vor Europa Point teil, wobei im Schwerpunkt Torpedoangriffe auf gegnerische Zerstörer hätten geübt werden sollen. Aus nicht mehr genau zu eruierenden Gründen tauchte das U-Boot in den Vormittagsstunden, etwa gegen 9:40 Uhr und rund fünf Seemeilen südsüdwestlich von Europa Point, unvermittelt und nur rund 110 Meter vor dem Bug des mit etwa 20 Knoten anlaufenden britischen Zerstörers Versatile auf. Aufgrund der überaus geringen Distanz konnte das Überwasserkriegsschiff dem U-Boot nicht mehr rechtzeitig ausweichen und rammte H42 hinter dem Turm. Das U-Boot brach auseinander und sank beinahe augenblicklich, wobei alle 26 Besatzungsangehörigen den Tod fanden.
Das Wrack des U-Bootes wurde bislang nicht gefunden. Die Wassertiefe am Unfallort wird auf etwa 500 Faden (rund 900 Meter) geschätzt. Am 23. März 2022, genau 100 Jahre nach dem Unglück, wurde zur Erinnerung an die umgekommenen Seeleute von H42 eine Gedenkplakette am Europa Point angebracht und eingeweiht.